# Ticholovec
Ticholovec (483 m n. m.) je kopec nad obcemi Příchovice a Kucíny v okrese Plzeň-jih. Název kopce je spjat s pověstí o svatém Vojtěchu, který putoval tímto místem na své cestě z Říma do Čech v roce 990.

## Geomorfologie
Podle geomorfologického členění náleží kopec do okrsku Kamýcká vrchovina, součásti podcelku Radyňská pahorkatina ve Švihovské vrchovině (části provincie České vysočiny v Poberounské subprovincii).
Je tvořen bazalty, andezitobazalty, tufy a silicity.

## Zajímavosti
- Pod Ticholovcem se nacházela studánka s léčivou vodou. Na začátku 18. století byly zde lázně a sochy svatého Lamberta a Vojtěcha. Od roku 1741 zde byla postavena poustevna.[1]
- Na jihozápadním svahu je vyhledávaný Skalní obraz svatého Vojtěcha na Ticholovci.
- Na jižním svahu stojí kaplička svaté Anny a památná lípa. Kolem ní prochází naučná stezka Se sv. Vojtěchem okolím Přeštic[5].